# Bernhard Kamphøvener
Bernhard Casper Kamphøvener, né le 10 mai 1813 à Køge où il est mort le 20 juillet 1846, est un botaniste danois.

## Biographie

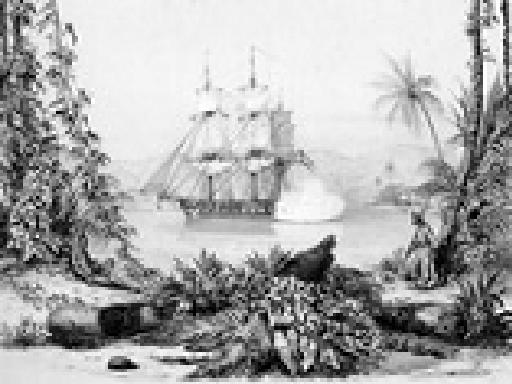
Le Galathea aux îles Nicobar en 1846.

Kamphöverener est le fils de Bendix Kamphǿvener (1763-1846) et de son épouse Catharine Vincentine Kølpin (1754-1809),.
Il étudie d'abord la pharmacie à Køge, puis à Viborg puis la botanique à l'Université de Copenhague à partir de 1831. Il obtient en 1837 un doctorat en botanique forestière. Il effectue alors plusieurs voyages botaniques au Danemark. Ses nombreuses notes de journal sont conservées à la bibliothèque centrale de Botanique - certaines ont été publiées à titre posthume. 
Après la réunion des naturalistes nordiques à Göteborg en 1839, il voyage avec son professeur Frederik Michael Liebmann autour de Västergötland et Östergötland et après la réunion des naturalistes de Copenhague en 1840, il voyage avec Elias Magnus Fries autour de Scania et Halland. Cependant, atteint par la tuberculose, sa santé décline. Pour récupérer, il voyage à travers l'Allemagne, l'Autriche et la péninsule des Apennins jusqu'en Sicile. Malgré la maladie, il rapporte de ce voyage de grandes quantités de plantes récoltées. Il retourne à Copenhague et participe en 1844 à la Rencontre des naturalistes nordiques à Christiania. 
En 1845, il est engagé comme botaniste dans l'expédition Galathea. Une dispute avec le dessinateur du bord Johan Christian Thornam, aboutit à un duel le 5 février 1846. Il quitte l'expédition à Pulo Penang dans l'actuelle Malaisie le 7 mars 1846. À la fois en raison de problèmes de santé et d'insatisfaction quant aux conditions à bord, Kamphøvener débarque et rentre chez lui. Il est remplacé par Didrik Ferdinand Didrichsen sur le Galathea. 
Il arrive à Køge le 26 juin 1846 et meurt le 20 juillet 1846,.

## Publications
- 1845 : Fortegnesle over de trære og buske i det forstbotaniske anlæg i Charlottenlund, som ere prvisdede med navne[6],[3]
- Son journal de diverses régions du Danemark, de 1836, a été publié par Johan Lange dans Botanisk Tidsskrift (vol. 21, pages 238-262) en 1898.
- Le journal de Kamphøvener, Højer og Sild, de 1834, a été publié par Carl Christensen dans Botanisk Tidsskrift (da) (vol. 37, pages 439-440) en 1922.
- Ses notes d'un voyage dans la région de Brorfelde ont été comparées avec des informations ultérieures dans H.H. Bruun, La flore de la région de Brorfelde à la lumière historique du paysage publiée dans l' Almanach de l'Université de Copenhague en 2002 (p. 147-153).
- Le Rapport sur les conditions physiques et climatiques des îles Nicobar, ainsi que sur leurs produits actuels et possibles, en particulier du règne végétal de Kamphøvener a été reproduit en 1846 dans des extraits des enquêtes entreprises sur les îles Nicobar.